# Sabor e Saúde
Sabor e Saúde foi um programa culinário produzido pela RedeTV! apresentado pela Olga Bongiovanni. Estreou no dia 29 de março de 2004, no mesmo dia da estreia da nova fase do Bom Dia Mulher.